# Ципреїди
Ципреїди (лат. Cypraeidae) або Каурі — родина морських черевоногих молюсків дрібних і середніх розмірів.

## Опис
Форма дорослих ципреїд округла, майже як яйце, вони не схожі на типові черепашки черевоногих. Практично всі види в родині Cypraeidae, мають черепашки надзвичайно гладкі й блискучі. Це тому, що в живих тварин оболонка майже завжди повністю покрита мантією.
Ювенальні черепашки каурі зовсім не схожі на черепашки дорослих. Вони більше нагадують черепашки деяких видів ряду Cephalaspidea. Крім того, черепашки молоді рідко мають таке саме забарвлення, що й дорослі, і таким чином може бути важко визначити, до якого виду вони належать.
Каурі не мають кришечки.

## Мушлі каурі як гроші
Черепашки Cypraea moneta і Cypraea annulus використовувалися як валюта. Уперше використовувати каурі як гроші стали в Китаї 3500 років тому. З часом вони були замінені мідними монетами, але в провінції Юньнань каурі як засіб оплати збереглися до кінця XIX століття. З Китаю каурі потрапили в Японію, Корею, Індію, Таїланд, Філіппіни. У Індії найбільшого поширення каурі досягли в IV–VI ст. і збереглися до середини XIX століття. На Філіппінах вони були замінені мідними монетами тільки до 1800 року. Підґрунтям для швидкого поширення каурі в Африці став розвиток работоргівлі на початку XVI століття. Португальські, голландські і англійські купці скуповували каурі в Індії, а потім продавали їх в Гвінеї за подвійно-потрійну ціну. Торгові операції з каурі у той час на території Центральної і Західної Африки досягали величезних масштабів.
У Азербайджані каурі як гроші використовувалися до XVII століття. У XII–XIV ст. на Русі, в так званий безмонетний період, каурі також служили грошима й називалися вужачок, жорен, зміїні голівки. Черепашки каурі часто знаходять при розкопках в Новгородських і Псковських землях у похованнях.

## Класифікація
Протягом майже 200 років усі види в родині Cypraeidae були поміщені в один рід — Cypraea, але в 2002 році каурі були розділені на різні роди.
- Підродина Cypraeinae Rafinesque, 1815
  - Leporicypraea Iredale, 1930
  - Триба Cypraeini
    - Cypraea Linnaeus, 1758
    - Cypraeorbis Conrad, 1865
    - Siphocypraea Heilprin, 1887

  - Триба Mauritiini Steadman & Cotton, 1946
    - Macrocypraea
    - Mauritia Troschel, 1863

- Підродина Erosariinae Schilder, 1924

- - Nucleolaria Oyama, 1959
  - Триба Staphylaeini
    - Cryptocypraea Meyer, 2003
    -  Perisserosa
    - Staphylaea Jousseaume, 1884

  - Триба Erosariini
    - Erosaria Troschel, 1863
    - Monetaria Troschel, 1863
    - Naria Broderip, 1837

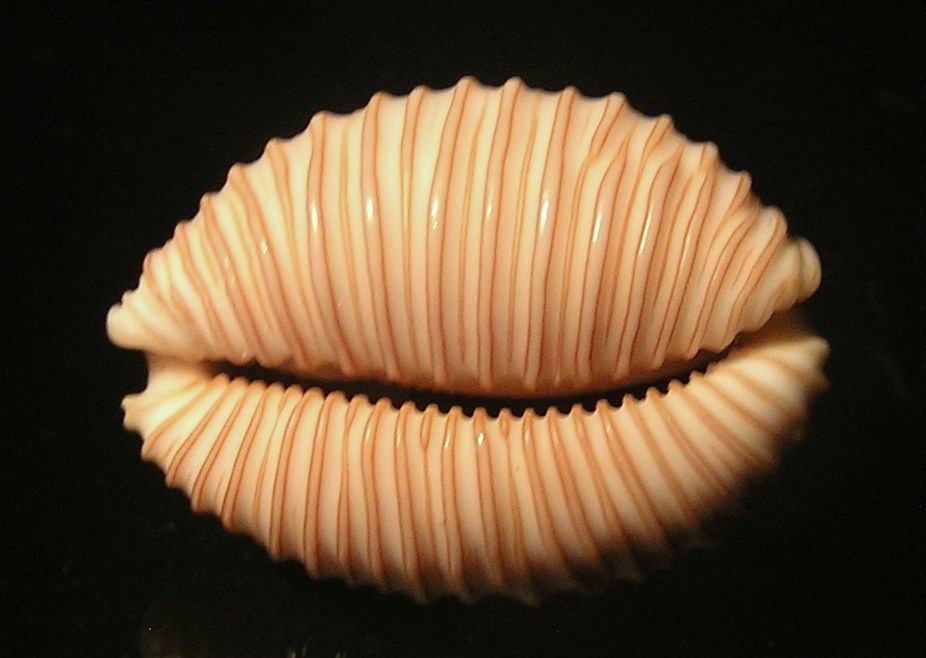
Nucleolaria granulata

- Підродина Erroneinae Schilder, 1927
  - Триба Erroneini Schilder, 1927
    - Austrasiatica Lorenz, 1989
    - Blasicrura Iredale, 1930
    - Contradusta Meyer, 2003
    -  EclogavenaMeyer, 2003
    - Erronea Troschel, 1863
    - Ficadusta Habe & Kosuge 1966
    - Palmulacypraea Meyer, 2003
    - Purpuradusta Schilder, 1939

  - Talostolida Iredale, 1931
  - Триба Bistolidini C. Meyer, 2003[1]
    - Bistolida Cossmann, 1920
    - Cribrarula Strand, 1929
    - Palmadusta Iredale, 1930

- Підродина Gisortiinae Schilder, 1927
  - † Afrocypraea Schilder, 1932
  - Archicypraea Schilder, 1926
  - Barycypraea Schilder, 1927
  - Bernaya Jousseaume, 1884
  - Gisortia Jousseaume 1884
  - Ipsa Jousseaume, 1884
  - † Mandolina Jousseaume 1884
  - Nesiocypraea Azuma & Kurohara, 1967
  - Palaeocypraea Schilder, 1928
  - Proadusta Sacco 1894
  - Umbilia Jousseaume, 1884
  - Vicetia Fabiani 1905
  - Zoila Jousseaume, 1884

- Підродина Luriinae Schilder, 1932
  - Триба Luriini Schilder, 1932
    - Luria Jousseaume, 1884
    - Talparia Troschel, 1863

  - Триба Austrocypraeini Iredale, 1935
    - Annepona Iredale, 1935
    - Arestorides Iredale 1930
    - Austrocypraea Cossmann, 1903
    - Chelycypraea Schilder, 1927
    - Lyncina Troschel, 1863
    - † Miolyncina
    - Trona Jousseaume, 1884

- Підродина Pustulariinae Gill, 1871
  - Триба Pustulariini Gill, 1871

- -     - Pustularia Swainson, 1840

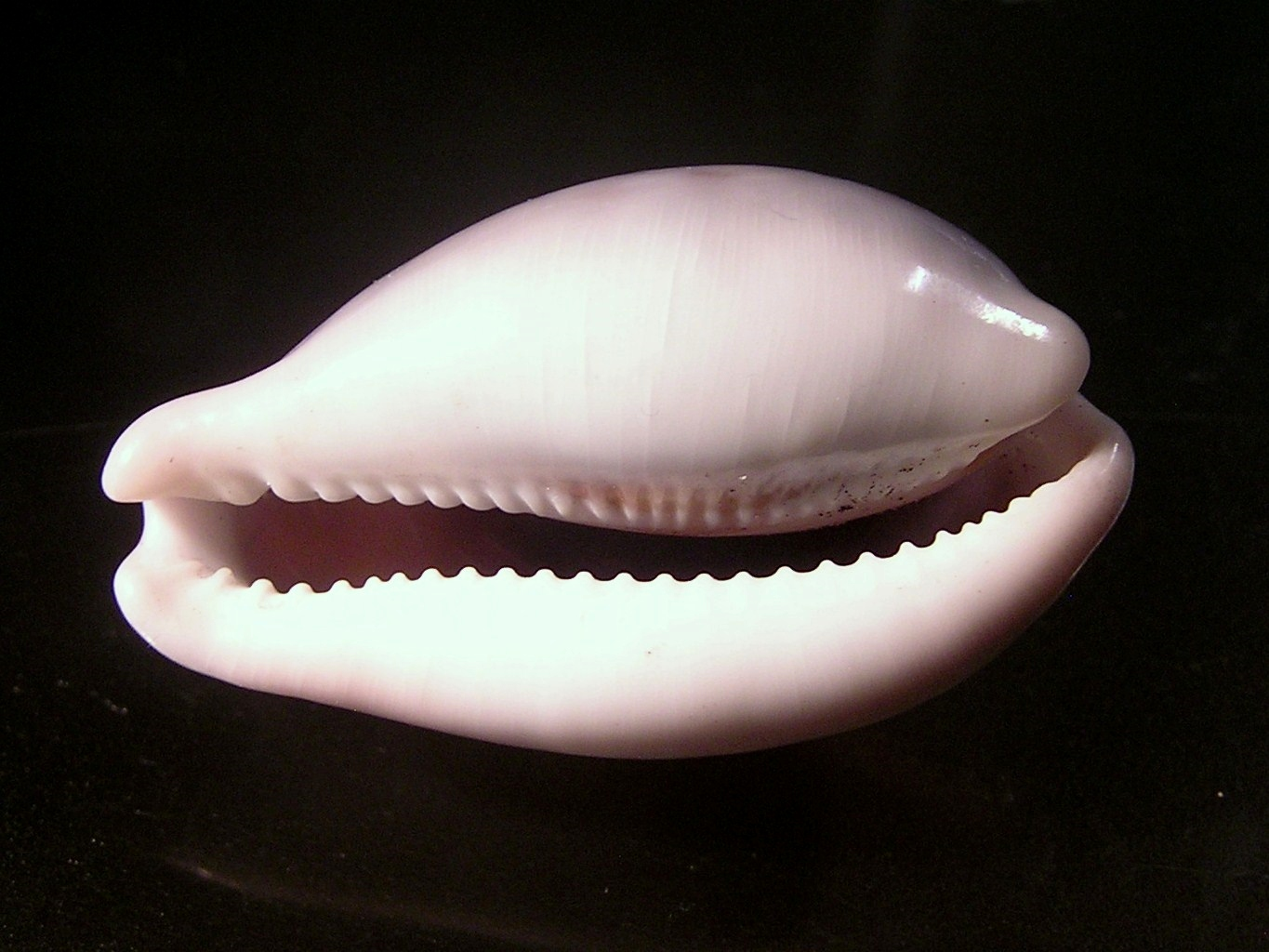
Neobernaya spadicea

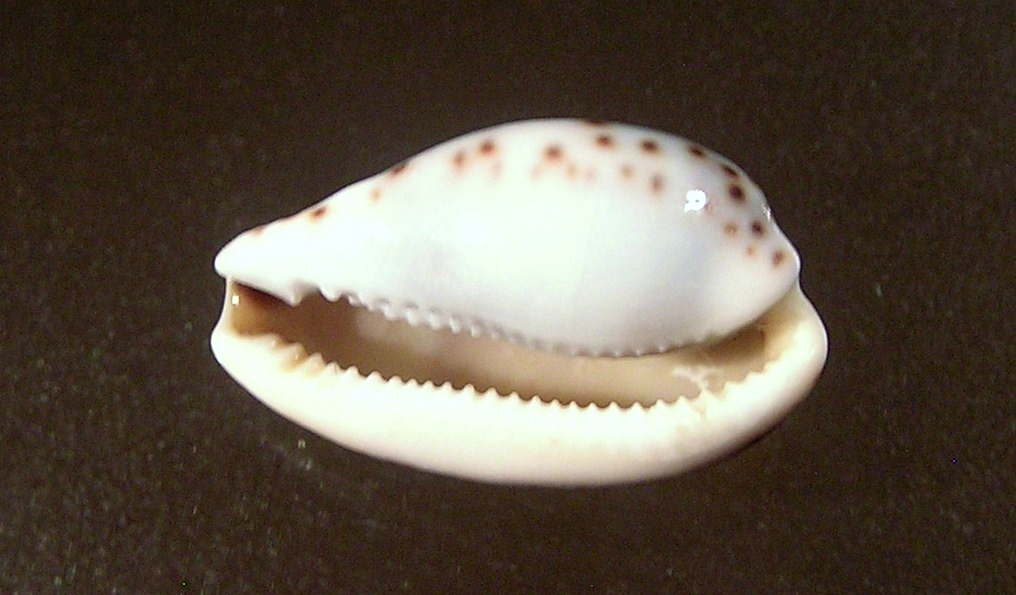
Notocypraea piperita

  - Триба Cypraeovulini Schilder, 1927

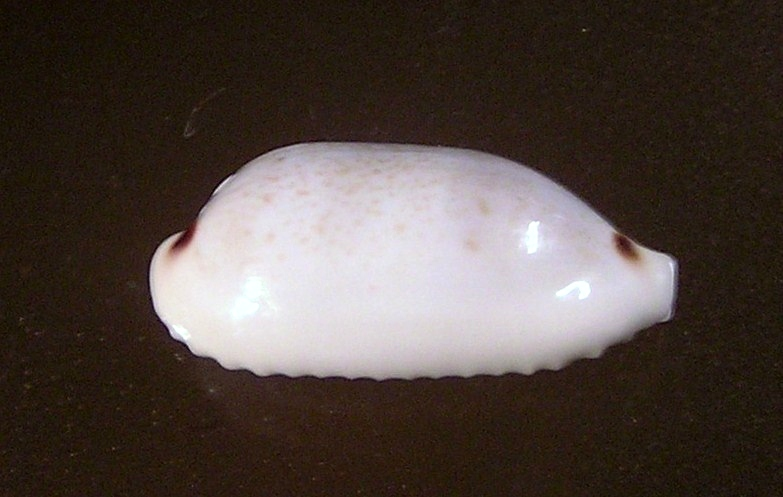
Eclogavena quadrimaculata thielei

    -  Chimaeria Briano, 1993
    - Cypraeovula Gray, 1824
    -  Notadusta Schilder, 1935
    - Notocypraea Schilder, 1927
    - † Notoluponia Schilder 1935

  - Триба Pseudozonariini
    - Neobernaya Schilder 1927
    - Pseudozonaria Schilder, 1929

  - Триба Zonariini Schilder, 1932
    - Schilderia Tomlin, 1930
    - Zonaria Jousseaume, 1884
    - † Zonarina Sacco, 1894

- Підродина ?
  - Contradusta Meyer, 2003[1]
  - Melicerona Iredale, 1930
  - Muracypraea Woodring, 1957
  - Ovatipsa Iredale, 1931
  - Propustularia Schilder, 1927
  - Ransoniella Dolin & Lozouet, 2005